# Great Trail

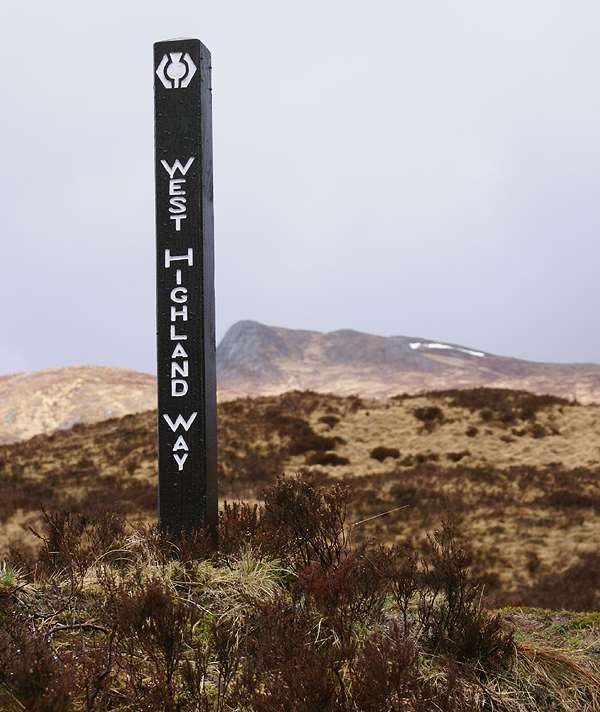
West Highland Way

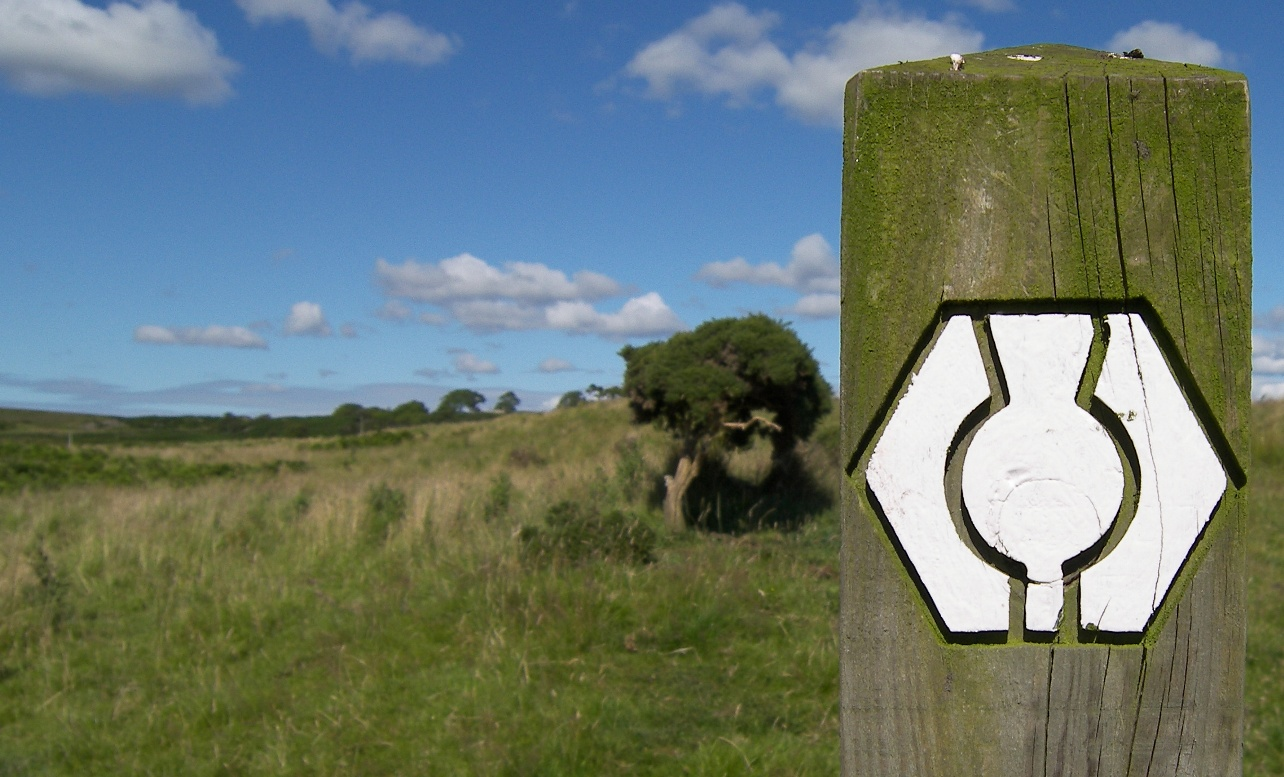
Southern Upland Way

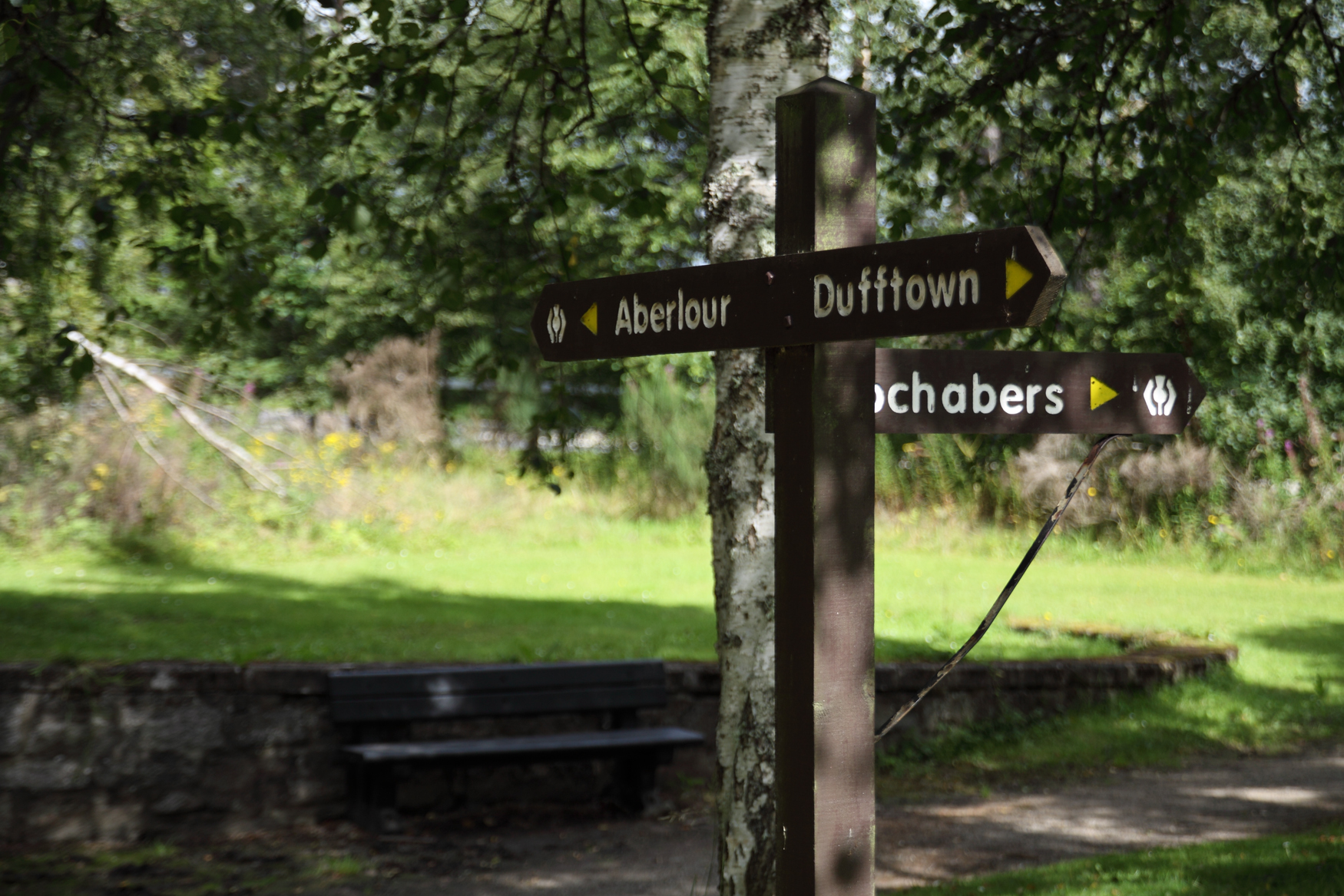
Speyside Way

Great Trail is de naam voor de GR-paden in Schotland. De Great Trails worden bewegwijzerd met een distel als symbool. Ze worden beheerd door NatureScot/NàdarAlba. 
In Engeland en Wales heten de soortgelijke GR-paden National Trail en worden ze onderhouden door Natural England (in Engeland) en Natural Resources Wales/Cyfoeth Naturiol Cymru (in Wales).

## Lijst van Scotland's Great Trails
- Annandale Way
- Arran Coastal Way
- Ayrshire Coastal Path
- Berwickshire Coastal Path
- Borders Abbeys Way
- Cateran Trail
- Clyde Walkway
- Cross Borders Drove Road
- Dava Way
- Fife Coastal Path
- Formartine and Buchan Way
- Forth and Clyde Canal Pathway
- Great Glen Canoe Trail
- Great Glen Way
- Great Trossachs Path
- John Muir Way
- Kintyre Way
- Loch Lomond & Cowal Way
- Moray Coast Trail
- Mull of Galloway Trail
- River Ayr Way
- Rob Roy Way
- Romans and Reivers Route
- Southern Upland Way
- Speyside Way
- St Cuthbert’s Way
- Three Lochs Way
- West Highland Way / Slighe Taobh an Iar na Gàidhealtachd
- West Island Way